# Village of Four Seasons
Village of Four Seasons est un village du comté de Camden dans le Missouri, aux États-Unis,. Il est implanté au nord du comté, en bordure du lac des Ozarks.

## Démographie
Lors du recensement de 2010, le village comptait une population de 2 217 habitants. Elle est estimée, en 2016, à 2 239 habitants.

## Source de la traduction
- (en) Cet article est partiellement ou en totalité issu de l’article de Wikipédia en anglais intitulé « Village of Four Seasons, Missouri » (voir la liste des auteurs).